# Gramercy (Luisiana)
Gramercy es un pueblo ubicado en la parroquia de St. James en el estado estadounidense de Luisiana. En el Censo de 2010 tenía una población de 3613 habitantes y una densidad poblacional de 676,85 personas por km².

## Geografía
Gramercy se encuentra ubicado en las coordenadas 30°3′43″N 90°41′37″O / 30.06194, -90.69361. Según la Oficina del Censo de los Estados Unidos, Gramercy tiene una superficie total de 5.34 km², de la cual 5.26 km² corresponden a tierra firme y (1.55%) 0.08 km² es agua.

## Demografía
Según el censo de 2010, había 3613 personas residiendo en Gramercy. La densidad de población era de 676,85 hab./km². De los 3613 habitantes, Gramercy estaba compuesto por el 51.48% blancos, el 46.61% eran afroamericanos, el 0.58% eran amerindios, el 0.44% eran asiáticos, el 0% eran isleños del Pacífico, el 0.22% eran de otras razas y el 0.66% pertenecían a dos o más razas. Del total de la población el 1% eran hispanos o latinos de cualquier raza.